# Djamuqa
Djamuqa (mongol bichig : ᠵᠠᠮᠤᠬ᠎ᠠ, translit. VPMC : ǰamuγ-a, mongol cyrillique : Жамуха, chinois : 札木合, parfois écrit Djamouqa ou Djamuka), nom de règne : Gür Khagan (Mong. : ᠭᠦᠷᠦ
ᠬᠠᠭᠠᠨ, Гүр Хаан, chinois : 古儿汗), né vers 1162 et décédé vers 1205 est un Mongol du la dynastie des Djadjirat. Il est le cousin éloigné et l'ami d'enfance de Temüdjin (qui deviendra Gengis Khan), son frère d'arme puis son redoutable adversaire politique.

## Famille
Djamuqa est issu de l'aristocratie mongole, il descend de Jajiradai, le fils adoptif de Bodonchar. Il est le fils de Harkhadaan, le petit-fils de Buri-Bulchiru, et l'arrière-petit-fils Tugudai, lui même fils de Jajiradai.

## Rencontre avec Témüdjin
Le père de Temüdjin, Yésugaï, entretenait des relations avec les Djadjirat et Témüdjin l'accompagna un jour. Djamuqa fait connaissance avec Témüdjin alors que ce dernier a 11 ans. Ils se mettent à jouer tous les deux près de l'Onon, s'échangent des cadeaux pour ensuite devenir frères par serment : frères de sang.

## Retrouvailles avec Témüdjin et guerre contre les Merkit
Les années passent et Djamuqa est à la tête de douze seigneuries mongoles. Témüdjin, quant à lui, vit ses années de misère. Son père est mort et son pouvoir est faible. Un jour, les Merkit ont vent du mariage de Témüdjin et Börté, sa première femme. Ils attaquent probablement durant les premières heures d'un matin d'automne le campement de Témüdjin, et enlèvent Börté, la mère de Belgutei, ainsi que l'ancienne concubine de Yésugaï, Qo'aqtchin. La raison de cette attaque est expliquée par le fait qu'Yésugaï avait volé Hö'élun, la femme de Yéké-tchilédu, un allié Merkit une vingtaine d'années plus tôt.
Toghril, khan des Kéraït qui était le frère de sang de Yésugaï, vient en aide à son fils, Témüdjin, lorsque celui-ci lui demande assistance. Toghril demande alors à son tour à Djamuqa s'il veut combattre à leurs côtés. Ce dernier accepte car il se souvenait de Temüdjin et de leur amitié d'enfance. Avec de nombreux alliés prêts à combattre pour lui, Djamuqa rassemble près de douze mille cavaliers. Toghril, assisté de son frère Jakha Gambhu, commande les Kéräit et Djamuqa les Mongols. Tous réunis, les guerriers qui se préparent à combattre les Merkit sont environ dix fois plus nombreux que ceux des Merkit qui leur font face. Le regroupement des guerriers prend du temps, probablement à cause de l'hiver tenace.
Ils se retrouvent tous dans les monts Kenteï vers la fin du printemps ou le début de l'été. Peu après avoir traversé par radeau la rivière Khilko, ils attaquent les campements des Qa'at Merkit ainsi que les Oudouyit Merkit. Deux des trois commandants Merkit qui ont fait l'affront à Témüdjin ont appris qu'une force immense s'approche de leur camp et ont fui à dos de cheval avant le combat. Environ trois cents Merkit sont tués. La majorité des survivants, dont les enfants, deviennent des esclaves et les femmes sont rendues aux guerriers de la coalition de Témüdjin, Djamuqa et Toghril. Le guerrier merkit Tchilgär-bökö, qui a gardé captive Börté depuis son enlèvement, s'échappe et se cache dans la forêt environnante. Témüdjin retrouve Börté ainsi que Qo'aqtchin plus tard dans la soirée. La mère de Belgutei, rongée par la honte d'avoir été prise par les Merkit, s'enfuit. Djamuqa s'est particulièrement illustré durant cette bataille et gagne l'estime de nombreux hommes qui l'ont vu combattre. Quelques guerriers mongols décident alors de le suivre.

## Témüdjin chez Djamuqa
Témüdjin suit également Djamuqa et devient son hôte pour quelque temps sur les rives de l'Onon, là où se trouvent ses terres. Les différentes sources ne sont pas toutes d'accord quant à la durée du séjour de Témüdjin chez Djamuqa. Après quelques mois, Djamuqa devient jaloux de Témüdjin pour diverses raisons. Djamuqa pense que les chefs des armées mongoles doivent être des nobles ce qui contrarie Temüdjin qui était lui, le fils d'un noble mais qui encourageait le mérite personnel. De plus, Témüdjin jouit d'une popularité supérieure probablement à cause de sa descendance, de sa compétence et de son sérieux alors que Djamuqa est davantage impulsif et imprévisible. Un soir Témüdjin le quitte sans crier gare et plusieurs Mongols décident de partir avec lui. Cela incite très probablement Djamuqa à se méfier de Témüdjin.

## Début des hostilités entre Djamuqa et Témüdjin
Les différentes sources telles que « Histoire secrète des Mongols », l'historien mongol Sanang Setchèn et les écrits de Marco Polo diffèrent sur la réelle date de l'obtention du nom de Gengis Khan par Témüdjin, mais il est probablement certain que ce dernier choisit de le prendre par crainte de voir Djamuqa, ainsi que d'autres khans, y accéder. Djamuqa, lorsqu'il est informé, y attache peu d'importance. Cependant, il est probable que cela puisse l'avoir choqué, lui et les autres aristocrates.
La guerre entre Djamuqa et Gengis Khan débute avec une histoire à priori banale, lorsque Taïtchar, frère de Djamuqa, capture des chevaux à un Djalayir nommé Djötchi-darmala qui est un allié de Gengis Khan. Taïtchar est poursuivi et tué par Djötchi par une flèche qui se loge dans le dos du voleur. Djamuqa demande à ses alliés qui le suivent encore de se réunir avec ses propres Djadjirat. Le nombre exact d'hommes impliqués durant cet évènement est différent d'une source à l'autre. Djamuqa et ses alliés tentent de poser un piège à Gengis Khan aux environs de la rivière Senkour, mais ce dernier a un réseau complexe d'espions et d'éclaireurs même chez les alliés de Djamuqa et est informé de la tentative et déjoue leurs plans. Là encore, les sources sont différentes sur les noms de ceux qui ont donné les informations à Gengis.
Gengis décide d'aller aux devant de ses ennemis vers 1198. Il rassemble un peu moins de 2 000 cavaliers et se poste devant des marécages. Ses ennemis doivent traverser les marais s'ils veulent se battre au corps à corps. Il envoie une série de flèches aux hommes de Djamuqa pour réduire leur nombre et se replie. Selon L'Histoire Secrète, Djamuqa capture et fait bouillir des vassaux de Gengis Khan dans des marmites. Il aurait également décapité Tchaga'an-ou'a, un compagnon de Gengis. Djamuqa est particulièrement cruel avec ses adversaires ce qui a un effet négatif sur ses troupes et les chefs mongols qui sont alliés au chef Djadjirat. Plusieurs aristocrates et guerriers quittent Djamuqa dont Qouyouldar et Djurtchédaï, khan des Mangghout et des Qongqotat, des cousins éloignés de Gengis Khan. Ils admirent l'effort que Gengis a fourni pour sauver ses troupeaux et campements ainsi que la position précaire dans laquelle il se trouvait. Après quelque temps, Djamuqa voit ses forces diminuer alors que celles de Gengis sont maintenant dotées de trois peuples puissants (les Djurki, Ourou'out et Mangghout). On peut considérer que l'attaque de Djamuqa a rendu Gengis Khan plus fort.

## Réconciliation forcée
En 1199, Djamuqa reçoit une invitation de Toghril avec lequel il a combattu les Merkit pour sauver la femme de Gengis Khan quelques années plus tôt. Toghril veut se venger des Naïmans qui l'ont renversé cinq ans plus tôt et il possède pour cela un atout majeur ; la rivalité entre deux rois qui se détestent. Il est donc possible d'en attaquer un pendant que l'autre ne bougerait pas. Toghril demande également Gengis Khan à ses côtés. Lorsque les deux ennemis se rencontrent, Toghril les force à se pardonner mutuellement et à redevenir alliés, ce qu'ils font non sans douter l'un de l'autre. Ils ne redevinrent jamais les amis qu'ils étaient jadis.
Ils attaquent Gutchugudun Bouyirouq, le roi des Naïmans du sud. Ce peuple possède un large territoire derrière eux, ce qui laisse présager une longue poursuite avant de passer à une attaque définitive. Toghril, suivi par Djamuqa et Gengis Kham, a beaucoup de mal à les poursuivre et parcourt des centaines de kilomètres. À un certain moment, Toghril réalise qu'il n'est pas en position de rattraper les Naïmans et rebrousse chemin. Cependant, Köksé'u-sabraq, le général de Gutchugudun, se met à poursuivre Toghril qui voit ses hommes très fatigués. Djamuqa mentionne à Toghril que Gengis Khan est venu à son aide seulement parce qu'il a été dans l'obligation de le faire et qu'il le trahirait à la première occasion. Son stratagème fonctionne. Durant la nuit, Toghril fait allumer de nombreux feux de camp pour faire croire au général de Gutchugudun, ainsi qu'à Gengis Khan, que son armée va passer la nuit à cet endroit alors qu'en vérité, lui et Djamuqa abandonnent Gengis à l'ennemi. Au matin, Gengis se rend compte qu'il est abandonné et réussit néanmoins à éviter les Naïmans. Ceux-ci choisissent de suivre Toghril et l'attaquent. Toghril envoie un messager à Gengis Khan qui met les Naïmans en déroute alors que les Kéraït se trouvent dans une position très désavantageuse. Toghril lui promet de ne plus jamais oublier ce qu'il a fait pour lui et lui offre son aide pleine entière.

## Combats dans les monts Khingan
En 1201, Djamuqa, probablement très amer de la dernière prouesse de Gengis Khan, se fait proclamer « Khagan universel » (Gur Khaan, Гүр Хаан) par un Qurultay, pour clairement définir son opposition à Gengis Khan. De nombreux aristocrates se sont alliés à lui et ses Djadjirat durant ces moments, dont une partie des Merkit qu'il a lui-même combattus auparavant. Tous ensemble, ils forment alors une armée de plus de 20 000 hommes. Gengis Khan quant à lui demande l'aide de Toghril qui accepte. Vers l'automne 1201, les forces de Djamuqa affrontent celles de Gengis Khan et Togril. Les forces de Djamuqa sont supérieures en nombre mais le combat défensif de ses ennemis dans les monts Khingan est difficile. La pluie tombe fort et de nombreux guerriers des deux côtés glissent et chutent dans des ravins. Djamuqa se replie avec quelques alliés vers les plaines environnantes mais il voit aussi d'autres fuir le combat.
L'Histoire Secrète indique que cette bataille (nommée la bataille de Köyitèn) est livrée en un seul combat alors que d'autres sources prétendent que deux batailles ont eu lieu à environ un an d'intervalle (soit en 1201 et 1202). Ce qui suit serait la deuxième bataille (ou la deuxième partie de l'unique bataille, tout dépend des sources) :
Le combat reprend alors et Djamuqa voit maintenant ses forces réduites au point qu'il possède moins d'hommes. Il garde tout de même l'aide des Naïmans du sud dirigés par Gutchugudun, des Oïrats, des Merkit et de ses propres vassaux. Il a perdu les Tatars et six autres alliés moins importants. Gutchugudun prend le commandement de l'armée puisque Djamuqa a fait piètre figure durant la première bataille. Comme ils l'avaient fait, Gengis Khan et Toghril se sont retranchés dans les monts Khingan. Une neige intense couvre l'endroit et il est très difficile, spécialement pour les forces de Gutchugudun et Djamuqa, de combattre. Après la défaite, Djamuqa, mécontent, pille ses alliés et trouve en Ilqa, le fils de Toghril, un nouvel allié. Il espère de cette manière forcer Toghril à quitter Gengis Khan mais aussi de profiter de la puissance potentielle des Kéraïts qu'Ilqa pourrait éventuellement posséder.

## Les dernières années de Djamuqa
Toghril vieillissant n'est plus capable de commander les Kéraïts. Ilqa reçoit les pleins pouvoirs sur les Kéraït. Djamuqa conseille à Ilqa de tuer Gengis Khan dans les plus brefs délais. En 1203, Ilqa tente d'assassiner Gengis Khan sans succès. Ilqa ne perd pas de temps et planifie une attaque nommée la bataille des sables de Qalaqaldjit. Les pertes des Kéraïts sont plus importantes que celles des Mongols de Genghis Khan bien que ce ne fut pas une bataille sanglante. Gengis Khan envoie deux ambassadeurs aux Kéraïts pour demander la paix et la réconciliation avec Djamuqa. Ilqa refuse. Djamuqa quant à lui réalise qu'il perd de plus en plus de terrain, il fuit Ilqa avec Altan et Qoutchar pour se rendre chez les Naïmans du nord. Gengis Khan gagne de plus en plus de sympathisants et l'unification des Mongols approche. Il bat les Naïmans du nord et tue son roi, Taï-Bouga. Djamuqa doit fuir encore une fois.

## Mort
C'est vers 1205 que Djamuqa est livré par les cinq derniers guerriers qui lui restent. Gengis Khan qui déteste les traîtres les fait exécuter lorsqu'ils lui livrent Djamuqa. Selon l'Histoire Secrète, il aurait aussi ordonné la mort de leurs enfants et petits-enfants. Gengis Khan hésite un moment avant d'exécuter Djamuqa car il avait été son ami. Sa mort est un débat entre historiens. La plupart sont d'accord pour dire qu'il meurt d'une mort digne, par asphyxie, selon sa demande, pour qu'il puisse vivre sous forme d'esprit. Cependant, pour Rashid al-Din, le frère cadet de Gengis Khan, Temüge ainsi que Eljigigideï, l'ont démembré en le maintenant en vie le plus longtemps possible pour qu'ils souffre le plus possible.